# Radiotehnika
Radiotehnika je područje elektronike koje se bavi prijenosom podataka ili informacija s pomoću elektromagnetskih valova. Iako ne postoje čvrste granice, podrazumijeva se da se radioprijenos ostvaruje elektromagnetskim valovima frekvencije od približno 10 kHz do 3 000 GHz, što odgovara valnim duljinama od 30 km do 0,1 mm. Za to su potrebni radioodašiljač koji stvara modulirane struje visoke frekvencije, odašiljačka antena koja se napaja tim električnim strujama i odašilje elektromagnetske valove, prijamna antena za primanje valova i njihovo pretvaranje u vrlo slabe struje visoke frekvencije, te radioprijamnik, koji ih pojačava i demodulira tako da se na njegovu izlazu dobiva informacija odaslana iz odašiljača.

## Povijest
Početak radiotehnike označili su pokusi za dobivanje visokofrekvencijskih električnih titraja, koje je 1840. proveo J. Henry. Teoriju elektromagnetskih valova postavio je J. C. Maxwell, a njihova primjena za komuniciranje na daljinu djelo je niza izumitelja, koji su uglavnom radili neovisno. H. R. Hertz je 1888. prvi pokusima dokazao postojanje elektromagnetskih valova s pomoću takozvanog Hertzova oscilatora (dipola). N. Tesla već je 1892. – 1893. opisao sustav veza bez žica, a 1894. – 1995. ostvario je prijenos signala na razmjerno malene udaljenosti. Osnovni je Teslin doprinos u tom području uzemljena antena i upotreba titrajnih krugova u radioodašiljaču i radioprijamniku koji su prilagođeni na istu frekvenciju. Tržišnom razvoju radiotelegrafije pridonio je G. Marconi, koji je 1899. uspostavio vezu između Engleske i Francuske, a 1901. prvi put poslao radiotelegram preko Atlantskog oceana. Pravi razvoj radiotehnike započeo je tek nakon izuma elektronske cijevi s tri elektrode (trioda koju je izumio L. De Forest, 1907.). 
Za vrijeme Prvog svjetskog rata i odmah nakon njega razvijala se radiotelefonija, pa je prvi radiotelefonski prijenos preko Atlantskog oceana ostvaren 1915. Poticaj naglomu napretku radiotehnike bio je početak radiodifuzije 1920. kao prve masovne primjene radiotehnike. Prvi televizijski prijenosi započeli su uoči samoga Drugog svjetskog rata.
Izum tranzistora (J. Bardeen, W. H. Brattain i W. B. Shockley, 1948.), omogućio je masovnu proizvodnju malih, laganih i jeftinih radioprijamnika. Minijaturizacijom dijelova, te primjenom integriranih krugova i digitalne elektronike proširilo se područje radiokomunikacijskih sustava na mnoga druga područja svakodnevnoga života, kao što su na primjer mobilna telefonija i bežične računalne mreže.

## Radiodifuzija
Radiodifuzija je oblik neusmjerenih elektronskih radiokomunikacija s pomoću radijskih, televizijskih ili kabelskih mreža, namijenjenih velikomu broju korisnika koji ispunjavaju prijamne uvjete. Pojam se odnosi i na radiokomunikacijsku uslugu u kojoj je odašiljanje radijskih signala namijenjeno izravnomu javnom prijamu; može uključivati odašiljanje zvuka, televizijskoga signala i druge vrste odašiljanja. Radiodifuzija zvuka radiodifuzijska je usluga ograničena na radijske emisije, dok je radiodifuzija televizijskoga signala radiodifuzijska usluga koja uključuje slikovne (vizualne) emisije zajedno s pratećim zvukom. Radiodifuzijsko odašiljanje provodi se radioodašiljača smještenima na tlu i (ili) na umjetnom satelitu. U radiodifuziju pripada i kabelska distribucija, u kojoj se televizijske i radijske emisije distribuiraju mrežom kabela do utvrđenoga broja korisnika (pretplatnika).

### Radioodašiljač
Radioodašiljač ili radiopredajnik je uglavnom tranzistor ili integrirani sklop (nekad elektronska cijev), takozvani elektronski oscilator, koji emitira neprigušeni val visoke frekvencije, i to tako da mu je stalna amplituda i frekvencija. Takav val se zove val nosilac. Da bi mogao prenijeti govor ili zvuk, to jest titranje niske frekvencije, treba na val nosilac djelovati tako da se na njemu izvrše promjene u ritmu zvučnih titraja. To se djelovanje na val nosilac vrši preko mikrofona. Ovakva superpozicija niskih, akustičnih ili audiofrekvencija valu nosiocu zove se modulacija. Osim amplitude možemo kod vala nosioca mijenjati frekvenciju i fazu, pa se time mogu postići razne vrste modulacije.

### Radioprijamnik
Radioprijamnik ili radio prijamnik je elektronski uređaj sastavljen od niza elektroničkih sklopova s pomoću kojih se iz električnog signala, što ga u anteni inducira modulirani radioval, izdvaja (demodulira) i pojačava dio signala, odnosno informacijski signal koji sadrži željenu informaciju (radioodašiljač). Električni signal koji iz antene stiže u prijamnik izrazito je male električne snage pa ga treba pojačati i do nekoliko stotina tisuća puta kako bi se dobila snaga dovoljna za njegovu daljnju obradu.

### Antena
Nakon najčešće dodatnoga pojačavanja snage odvodi se modulirani signal preko mreže za prilagodbu i preko pojnoga voda na odašiljačku antenu.